# Hainburg an der Donau
Hainburg an der Donau (szlovákul Hájhrad) osztrák város Alsó-Ausztria Bruck an der Leitha-i járásában. 2022 januárjában 6892 lakosa volt. 

## Elhelyezkedése

Hainburg an der Donau a Bruck an der Leitha-i járásban

Hainburg an der Donau a tartomány Industrieviertel régiójában fekszik, a Bécsi-medencében, a Duna jobb partján, közvetlenül Szlovákia fővárosa, Pozsony mellett. Területének 45,4%-a erdő (jórészt a Duna ártéri erdei), 25,6% áll mezőgazdasági művelés alatt. Az önkormányzathoz egyetlen település tartozik (ennek további városrészei: Jägerhaussiedlung, Karolinenhof, Kramerkapelle és Röthelstein). 
A környező önkormányzatok: délkeletre Wolfsthal, délre Hundsheim, délnyugatra Bad Deutsch-Altenburg, nyugatra Petronell-Carnuntum, északra Engelhartstetten, keletre pedig Pozsony Dévény városrésze. 

## Története

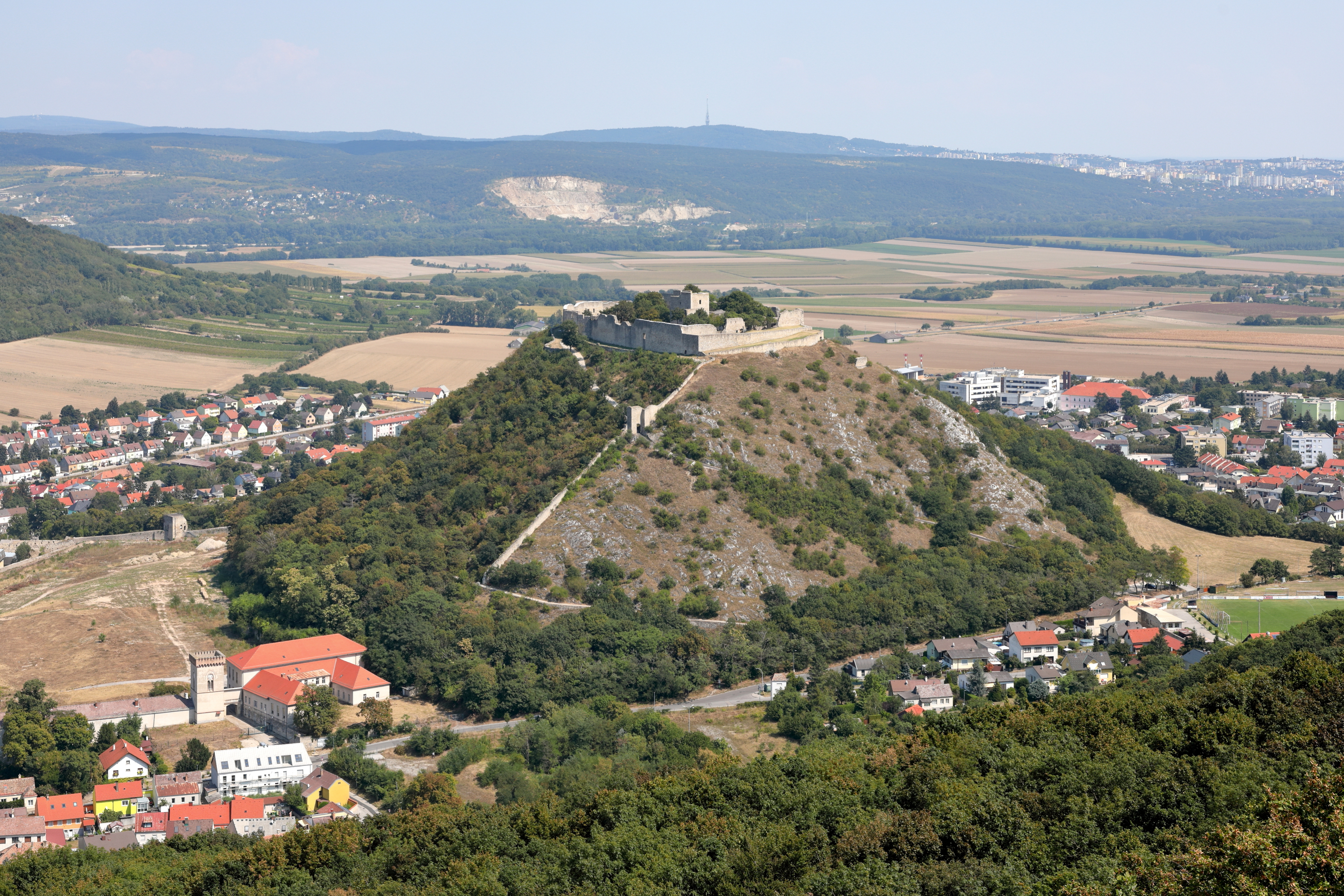
A várhegy és Heimenburg romjai

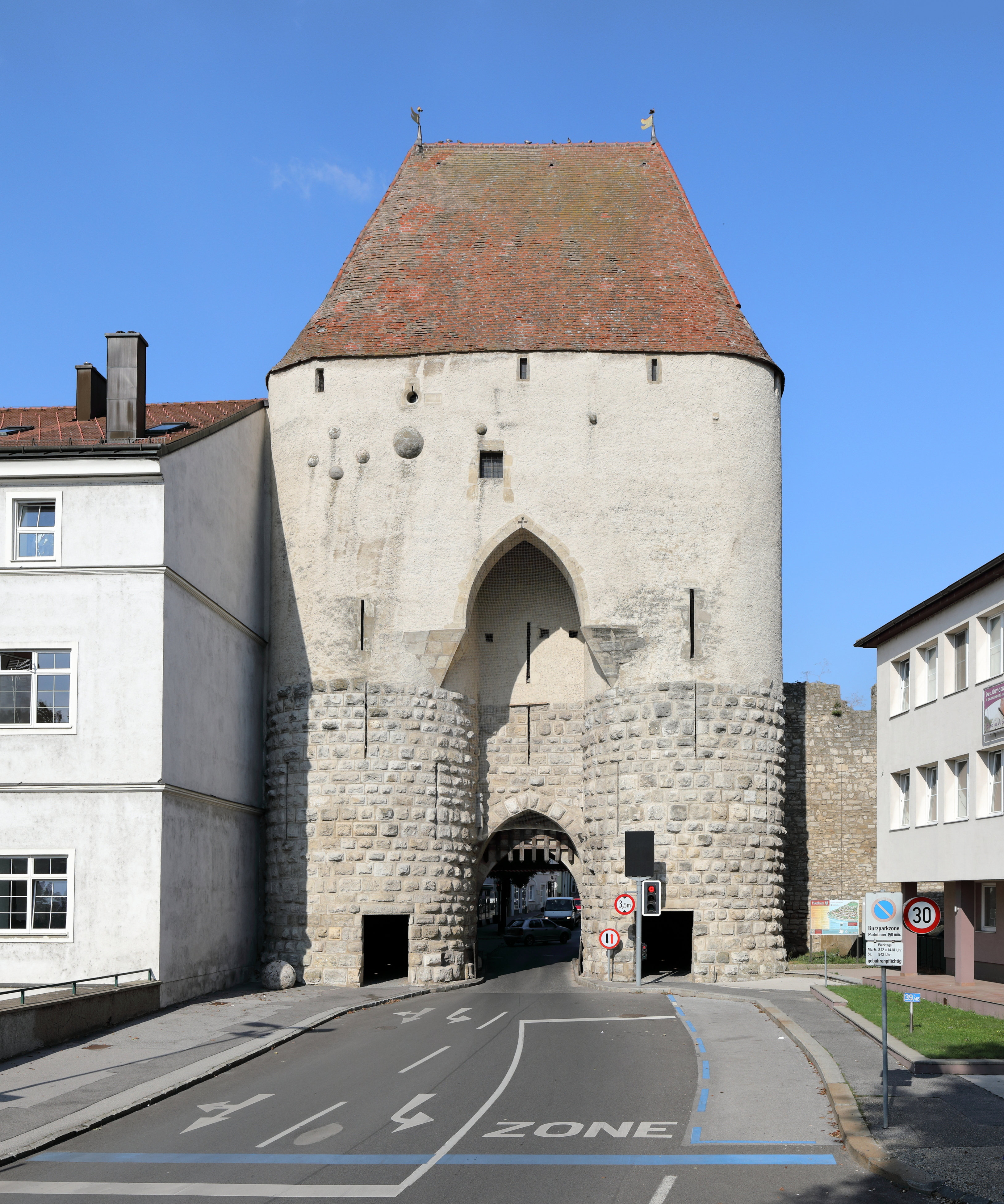
A Bécsi-kapu

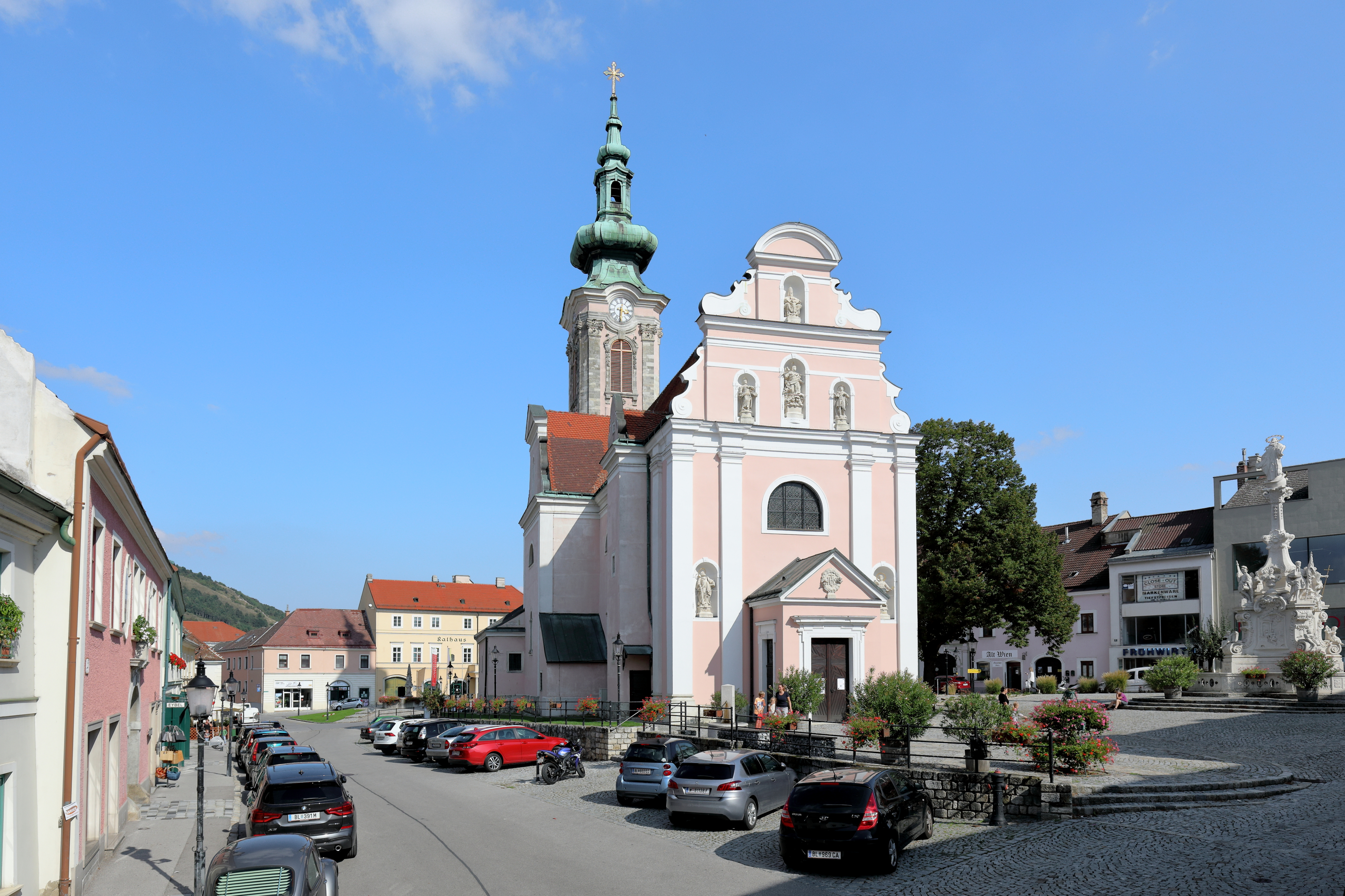
A Szt. Fülöp és Jakab-plébániatemplom

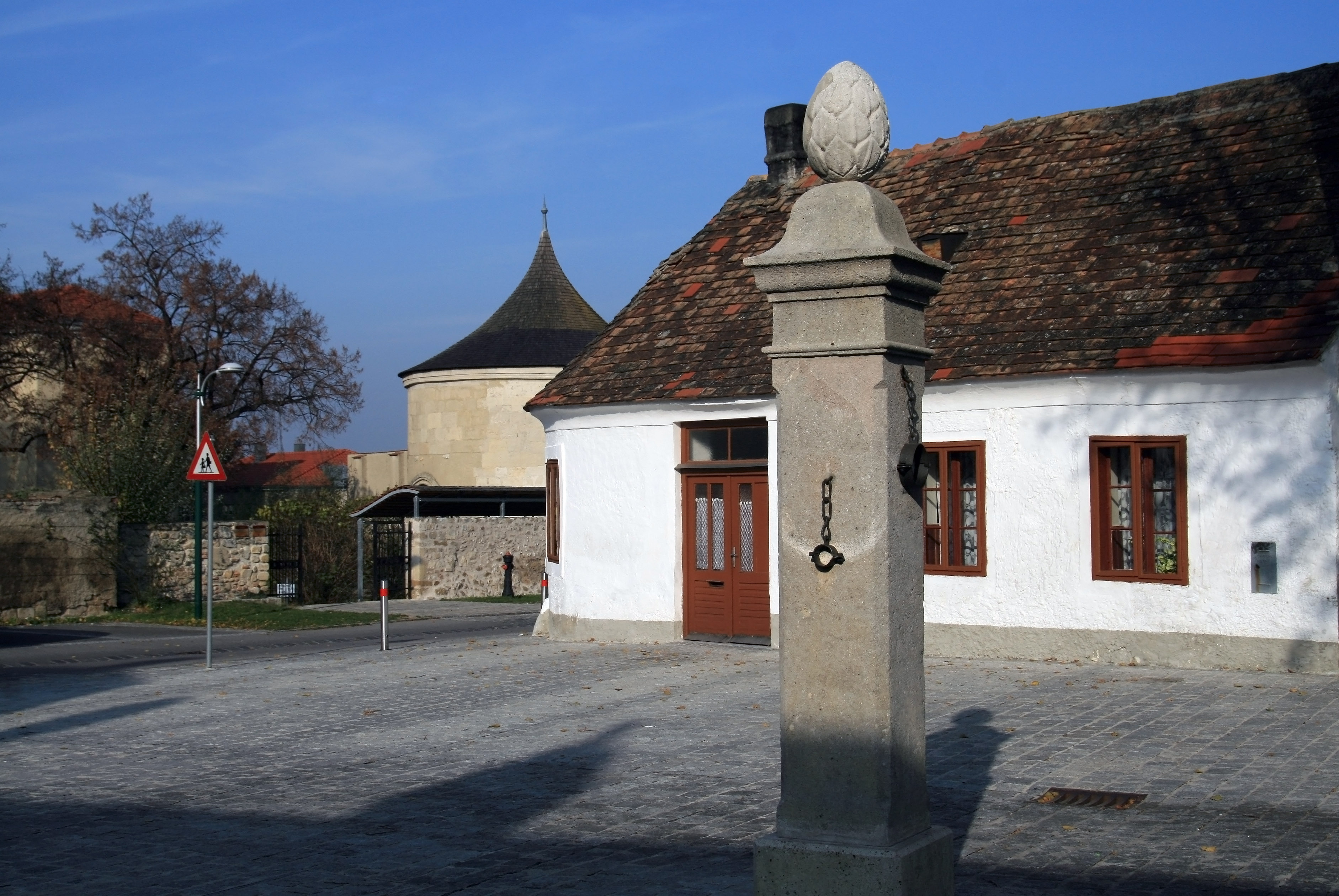
A középkori pellengér

Az első állandó települést valószínűleg a kelták alapították a Braunsbergen; bár találtak régészeti leleteket a korábbi urnamezős és hallstatti kultúráktól is. A római hódítás után a város területe Pannonia Superior provincia székhelyének, Carnuntumnak a vonzáskörzetébe esett. 
Haunburgot először a Nibelung-énekben említik, mint Heimburc várát. A mai Heimenburg várát III. Henrik császár kezdte építtetni 1050 körül, miután elvette a települést Aba Sámuel magyar királytól. Az erődítményt III. Gebhard regensburgi püspök, I. Konrád bajor herceg és Adalbert osztrák őrgróf is továbbfejlesztette. 1108-ban a Babenbergek szerezték meg és a 12. század végén az Oroszlánszívű Richárdért kapott váltságdíjból megerősítették. Az 1220-as években további építkezésekre került sor a fontos határvárosban, elkészült a Bécsi-kapu, Európa egyik legnagyobb városkapuja. 1252. február 11-én a vár kápolnájában vette feleségül II. Ottokár morva őrgróf (később cseh király) Babenberg Margitot (miután a Babenberg-ház férfiágon kihalt).  
1278-ban Ottokár elesett a dürnkruti csatában és Ausztriát – vele Hainburgot – a Habsburgok szerezték meg. A várossal nem törődtek, különböző vazallusoknak adták át és Hainburg elvesztette korábbi jelentőségét. A vár 1629-ben a város tulajdonába került. 
Bécs első, 1529-es török ostromakor az oszmán sereg Hainburgnál kelt át a Dunán. A várost és várat bevették és kifosztották. A főváros második, 1683-as ostroma során a törökök július 11-én foglalták el Hainburgot és teljesen elpusztították; a vár súlyos károkat szenvedett. A lakosok a Halászkapun át próbáltak menekülni, de azt nem tudták kinyitni és a szűk utcában az emberek egyrészt egymást taposták agyon, másrészt a törökök lemészárolták őket. Állítólag négyezer városi polgár és ugyanennyi vidékről Hainburgbe menekült vesztette itt az életét; alig százan maradtak életben. A túlélők között volt Thomas Haydn bognár mesterlegény, Joseph és Michael Haydn nagyapja.
1784-ben II. József dohánymanufaktúrát alapított a városban; az üzem 2011-ben zárta be kapuit. A 19. században jelentős számú katonaság is állomásozott Hainburgban; itt képezték a tisztjelölteket. Az első világháború és a Monarchia szétesése után Hainburg lett Ausztria legkeletibb városa. 
A második világháborúban Hainburg nem szenvedett jelentősebb károkat. 1945 elején a délkeleti védműveket építő magyar zsidó kényszermunkások halálmenete a városon is áthaladt. A háború után a dohánygyár és a termékekből származó jövedéki adó a magához térő osztrák állam egyik legfontosabb jövedelmei közé tartozott (1945-ben az állami bevételek felét a dohányadó adta). Az 1960-as években panorámaút épült a Braunsbergre, ahonnan meg lehetett tekinteni a vasfüggönyt. 1975-től kezdődően rekonstruálták a várat. 
1984-ben vízerőművet akartak építeni Hainburgnál, amely elárasztotta volna a Duna északi partján fekvő ártéri erdőt. A heves tiltakozások és a rendőrséggel való összecsapások eredményeképpen a tervet feladták. Az erdő ma a Donau-Auen Nemzeti Park része. 
2009 óta közvetlen buszjárat köti össze Hainburgot Pozsonnyal.

## Lakosság
A Hainburg an der Donau-i önkormányzat területén 2022 januárjában 6892 fő élt. A lakosságszám 2001 óta gyarapodó tendenciát mutat; a határok 2007-es megnyitása óta sok szlovák költözik Hainburgba, akiket Pozsony közelsége vonz. 2020-ban az ittlakók 61,3%-a volt osztrák állampolgár; a külföldiek közül 1,9% a régi (2004 előtti), 30,4% az új EU-tagállamokból érkezett. 5,3% az egykori Jugoszlávia (Szlovénia és Horvátország nélkül) vagy Törökország, 1,2% egyéb országok polgára volt. 2001-ben a lakosok 64,4%-a római katolikusnak, 5,5% evangélikusnak, 1,8% ortodoxnak, 10,4% mohamedánnak, 16,5% pedig felekezeten kívülinek vallotta magát. Ugyanekkor (a szlovák beköltözési hullám előtt) 34 magyar élt a városban; a legnagyobb nemzetiségi csoportot a németek (81,9%) mellett a törökök (8,9%), a szerbek (1,7%) és a horvátok (1,1%) alkották.
A népesség változása:

| 2016 | 6 382 |
| 2018 | 6 570 |

## Látnivalók

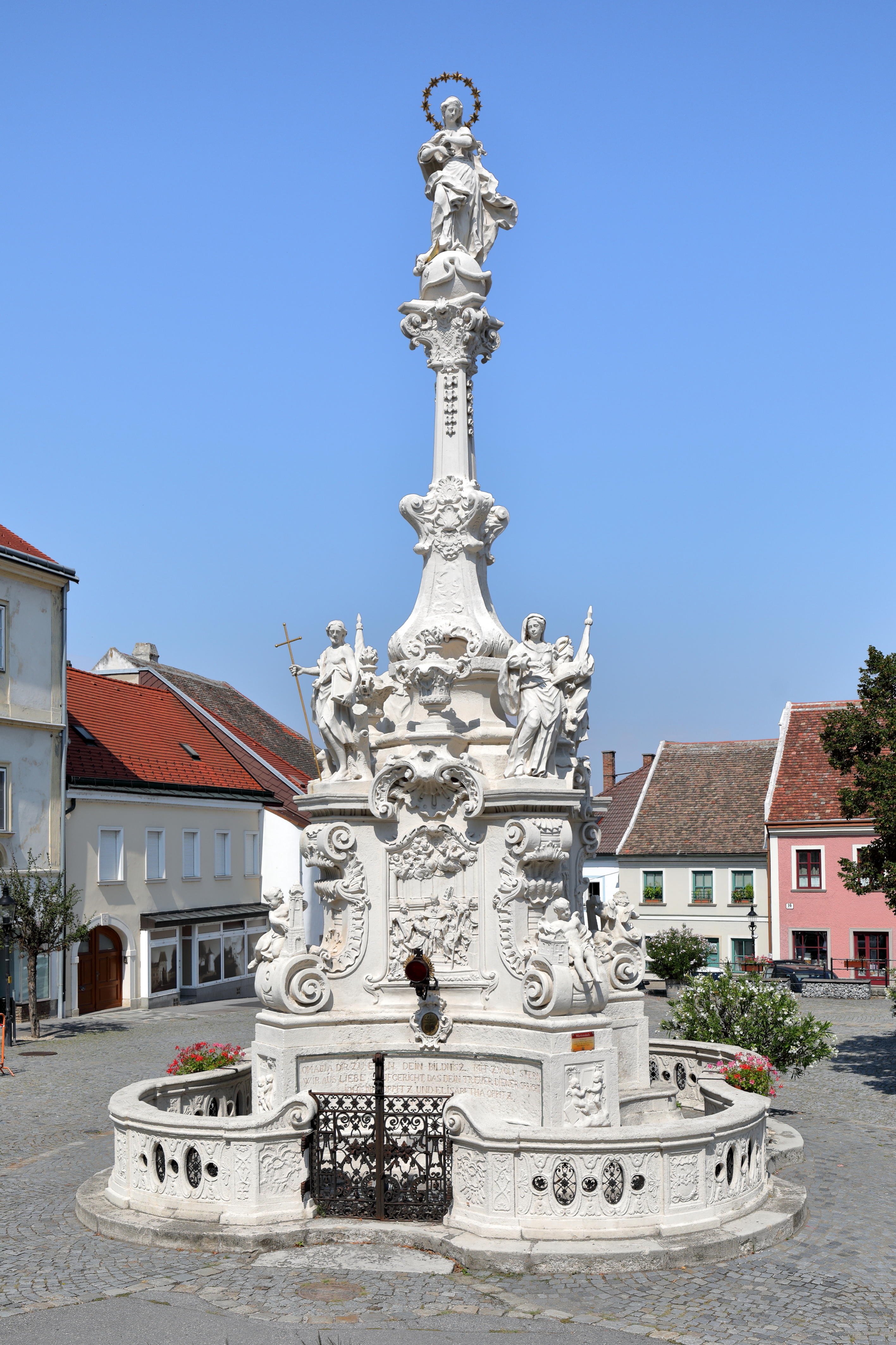
A Mária-oszlop a főtéren

- Heimenburg várának romjai a várhegyen és a középkori városfal, amely 2,5 km-es hosszával, 14 tornyával és 3 kapujával Európa egyik legjobb állapotban megmaradt városfala
- a Szt Fülöp és Jakab-plébániatemplom
- a Donau-Auen Nemzeti Park ártéri erdei
- a Braunsberg panorámaútjával és kelta falmaradványaival
- a Kulturfabrik Hainburg kiállításközpont
- a minden évben megrendezett hainburgi várjátékok

## Testvérvárosok
- Nieder-Roden (a németországi Rodgau városrésze)
- Somorja (Szlovákia)

## Híres hainburgiak
- Mauritz von Wiktorin (1883–1956), Wehrmacht-tábornok
- Pécsi Ármin - válogatott labdarúgó

## Fordítás
- Ez a szócikk részben vagy egészben  a   Hainburg an der Donau című német Wikipédia-szócikk ezen változatának fordításán alapul.  Az eredeti cikk szerkesztőit annak laptörténete sorolja fel. Ez a jelzés csupán a megfogalmazás eredetét és a szerzői jogokat jelzi, nem szolgál a cikkben szereplő információk forrásmegjelöléseként.